# Fuenllana
Fuenllana és un municipi de la província de Ciudad Real, a la comunitat autònoma de Castella-La Manxa. El 2023 tenia 206 habitants.